# مندوتا (مینه‌سوتا)
مندوتا، مینه‌سوتا (به انگلیسی: Mendota, Minnesota) یک شهر در ایالات متحده آمریکا است که در شهرستان داکوتا واقع شده‌است.

## خصوصیات
مندوتا ۰٫۷۸ کیلومترمربع مساحت و ۱۹۸ نفر جمعیت دارد و ۲۳۴ متر بالاتر از سطح دریا واقع شده‌است.

## نگارخانه

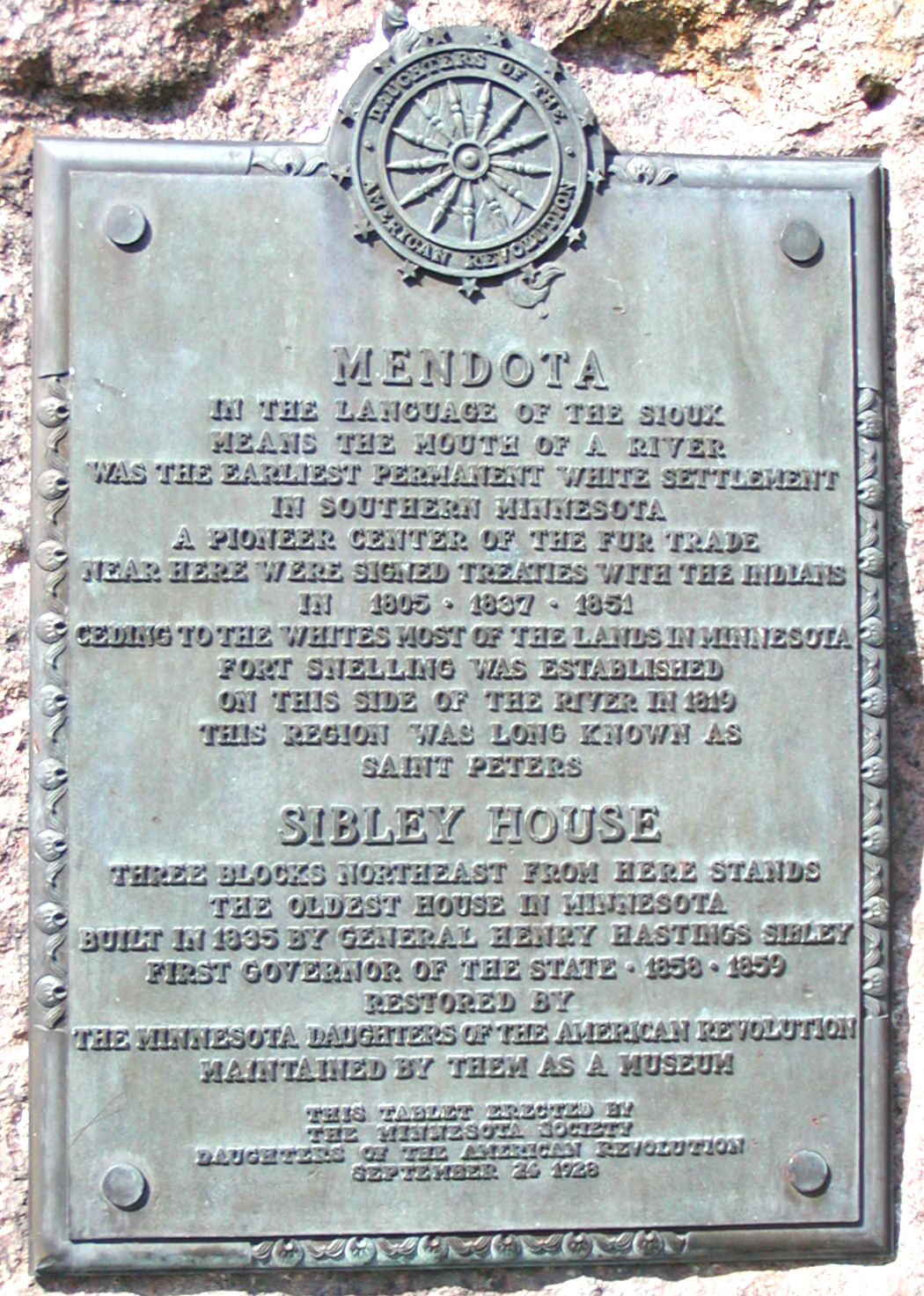
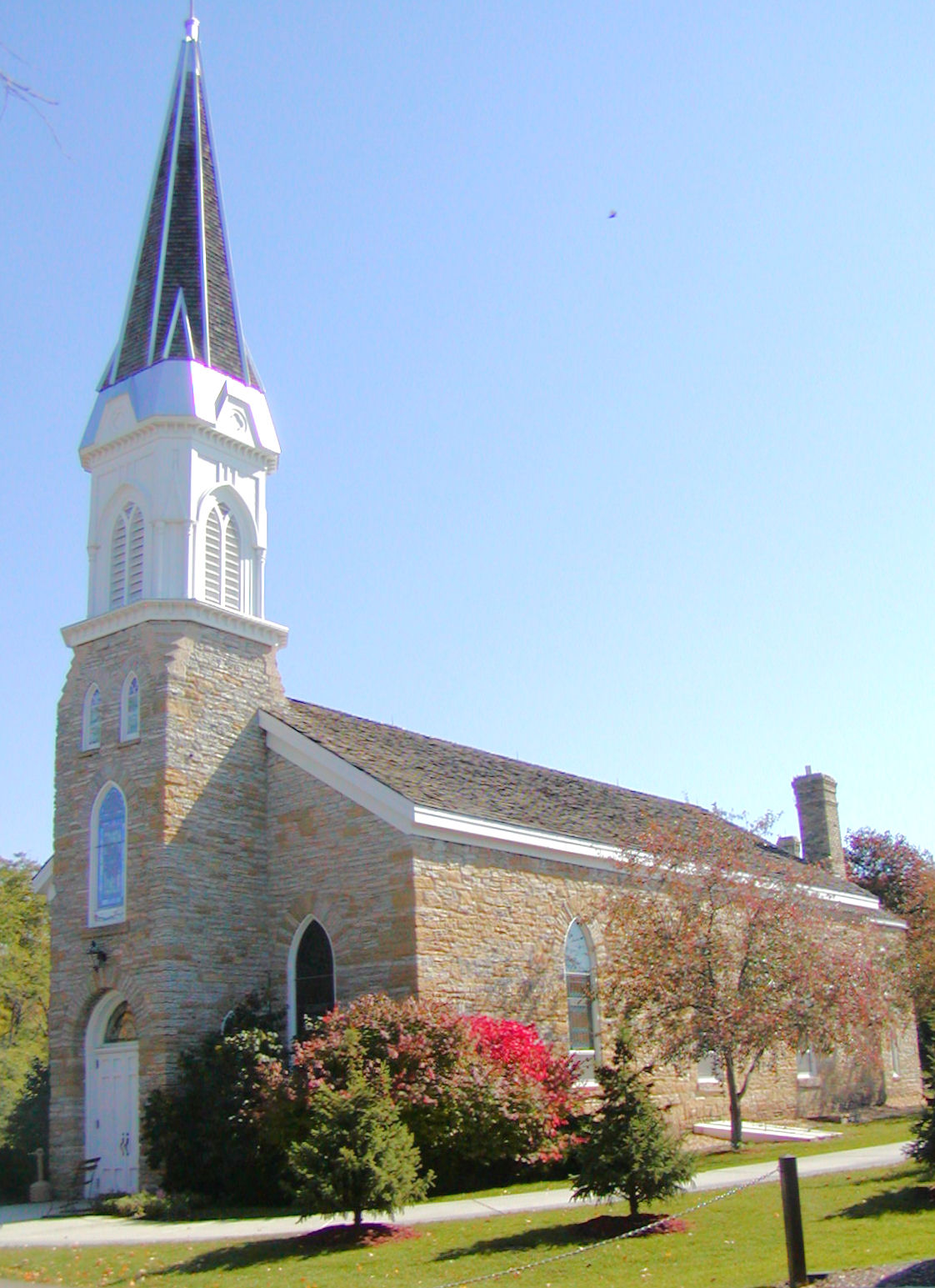
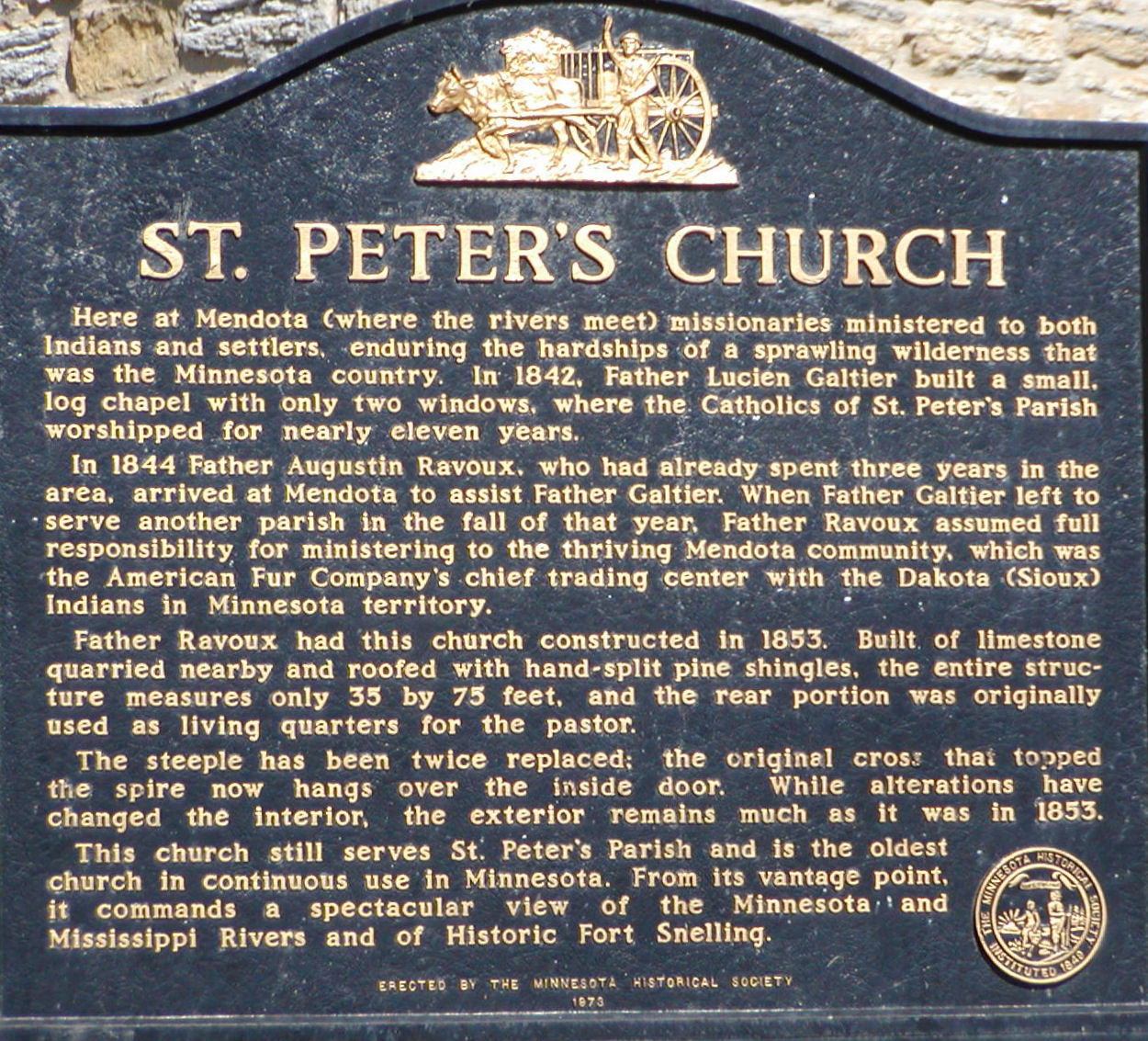
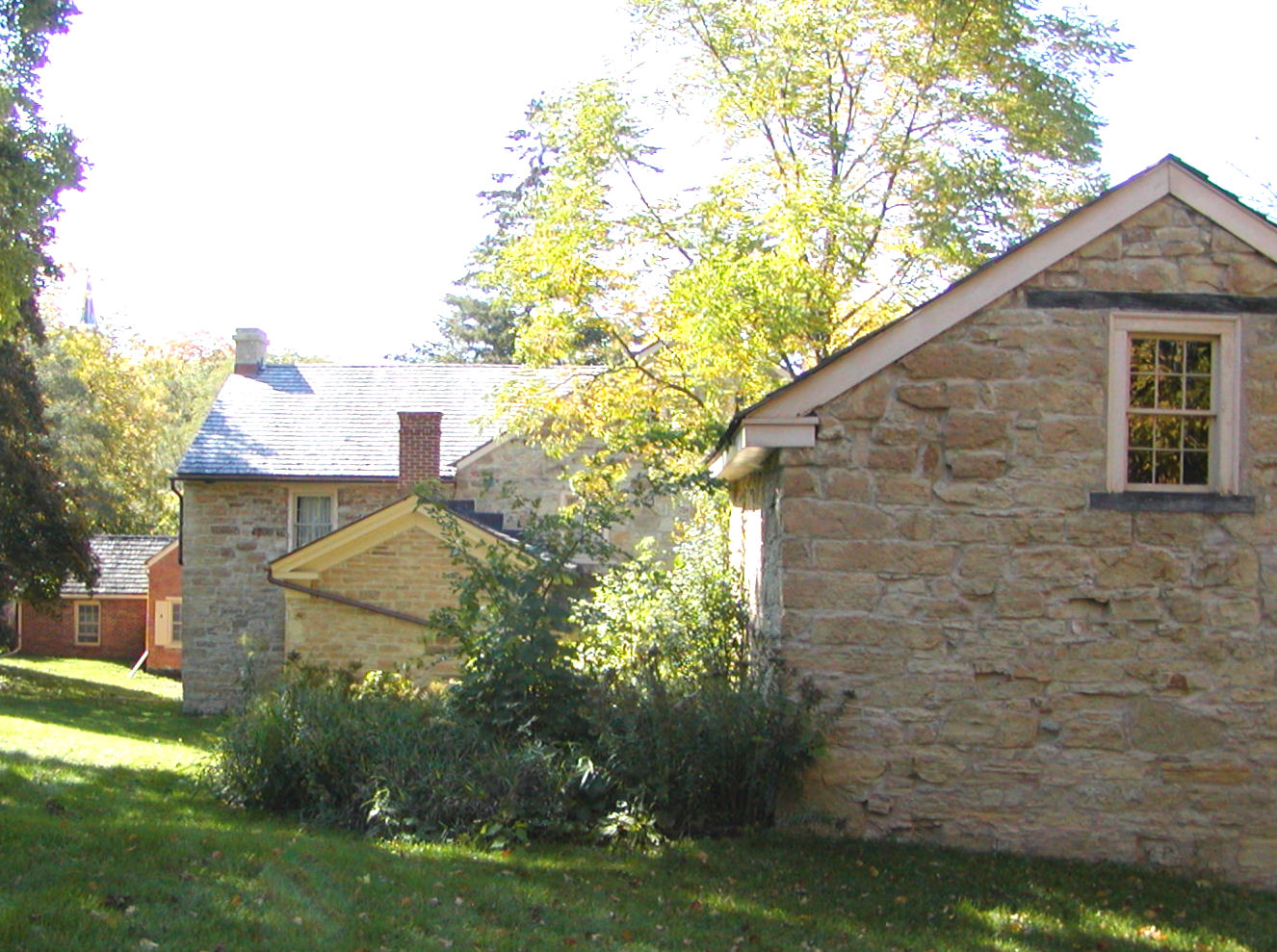
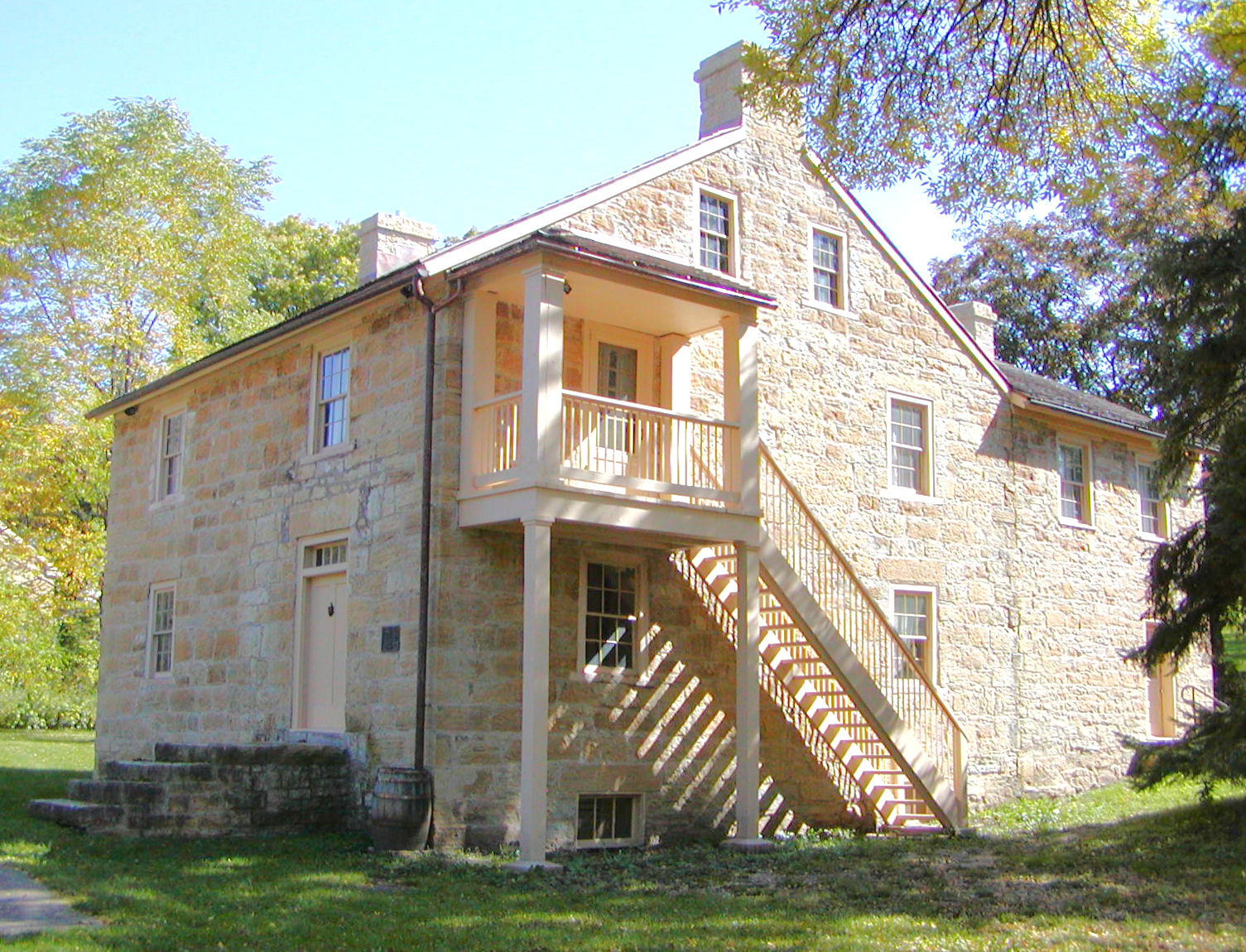
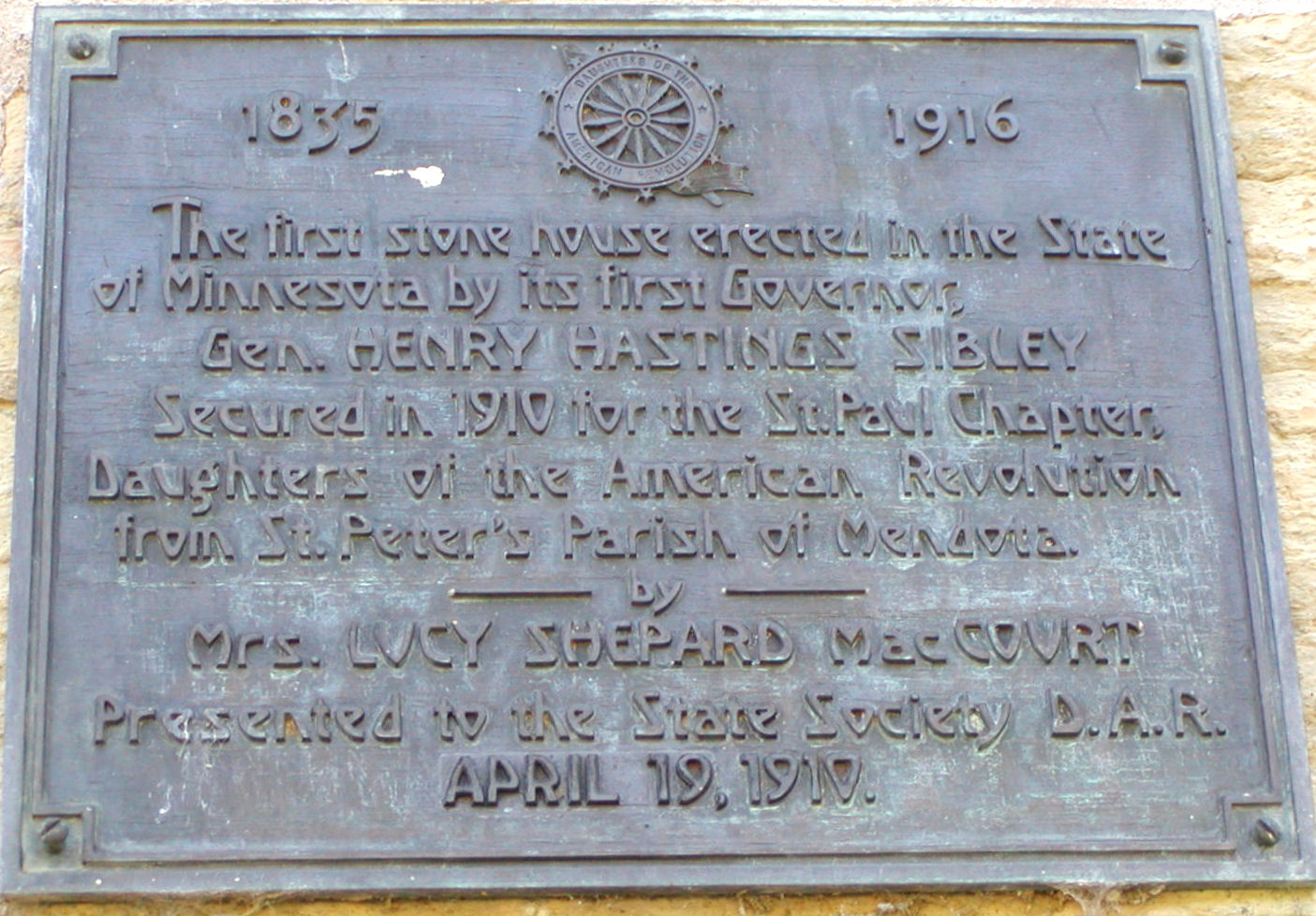
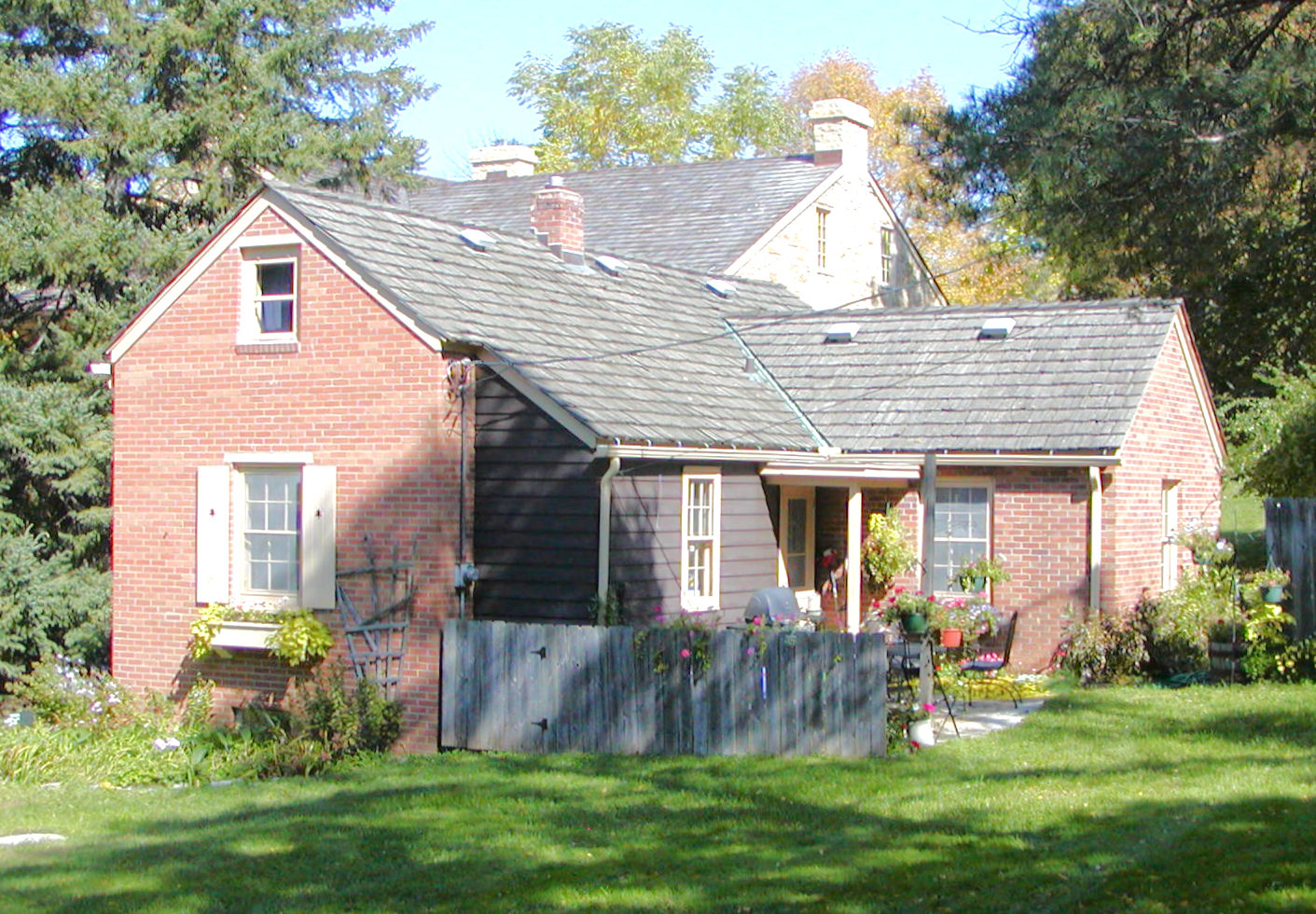
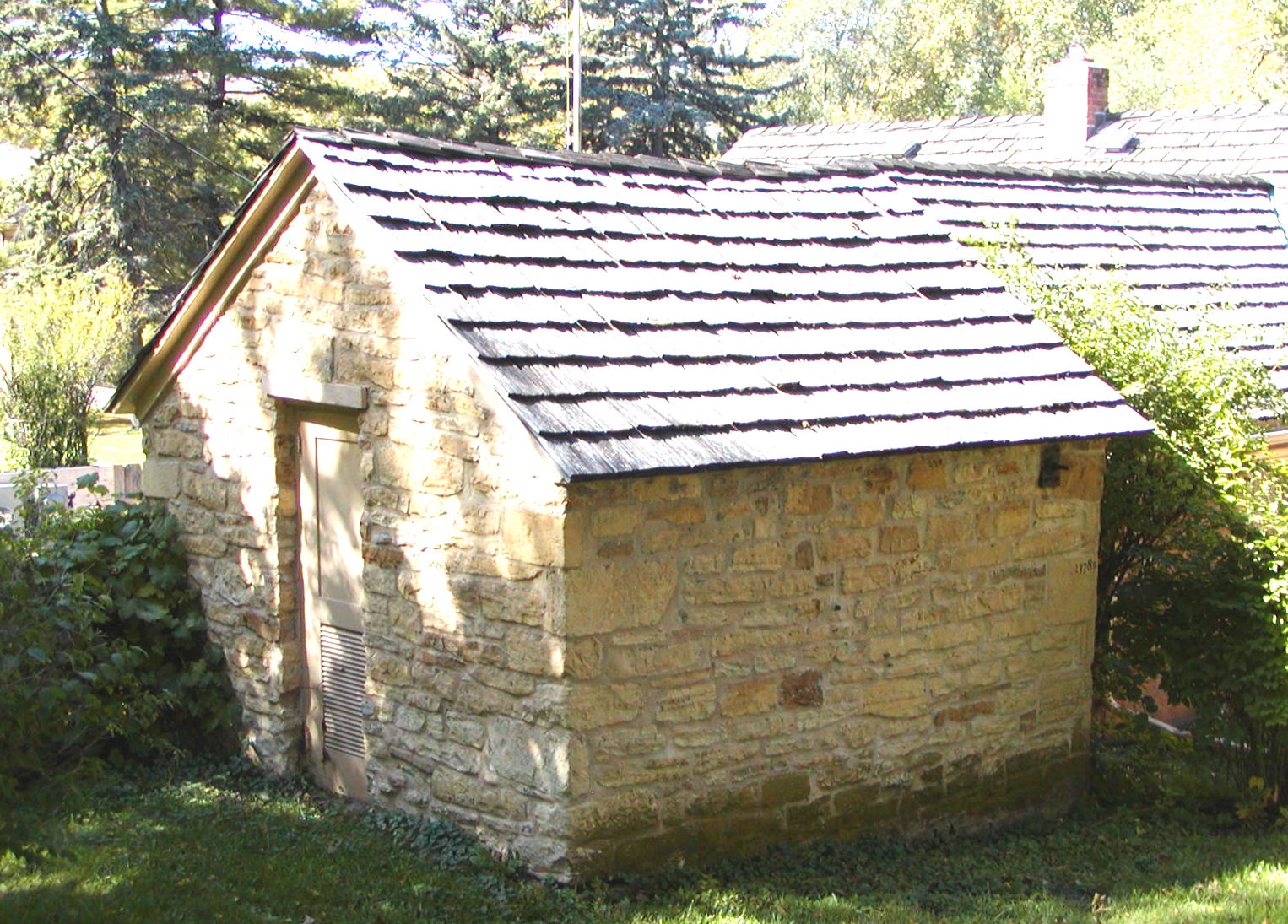
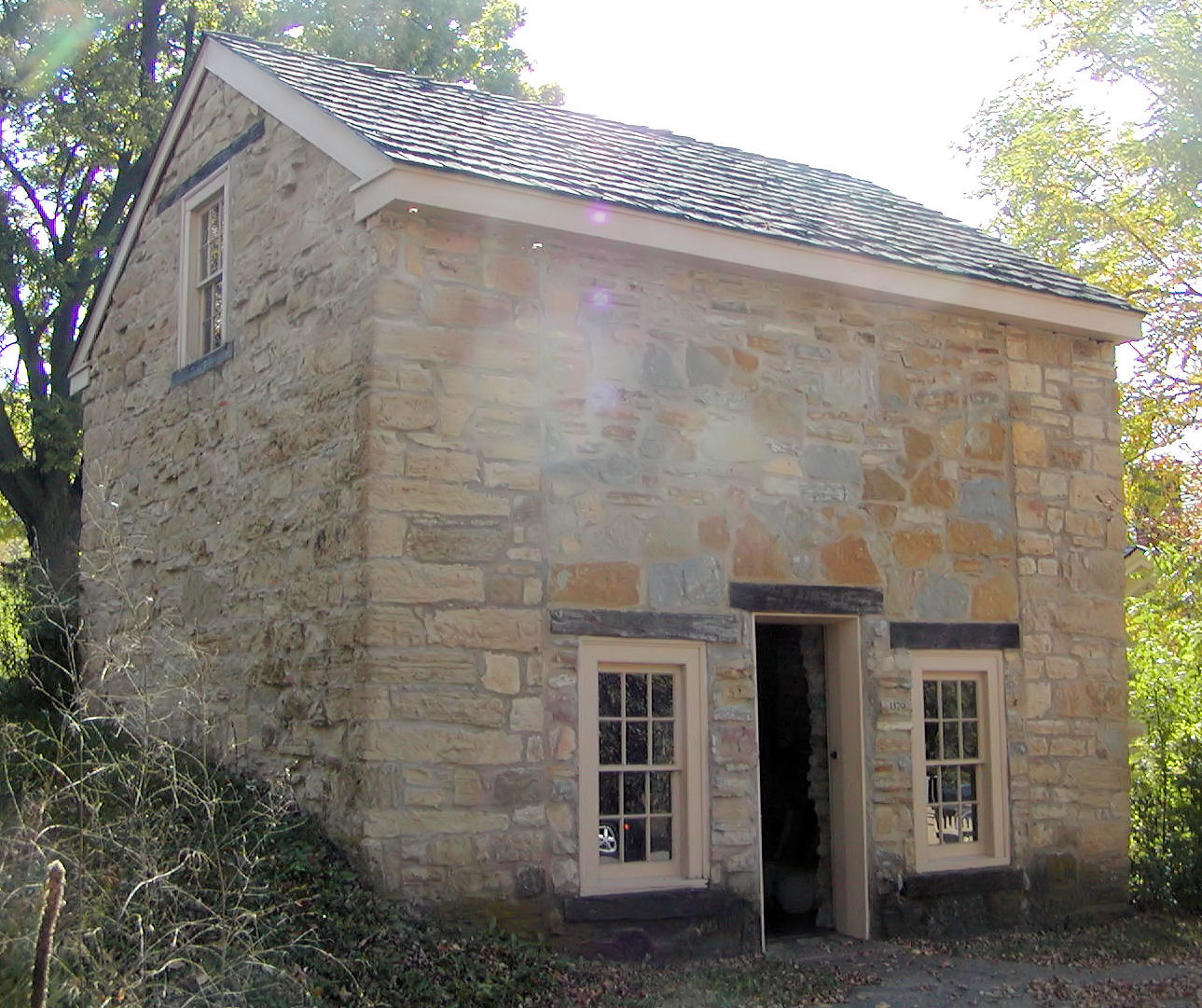
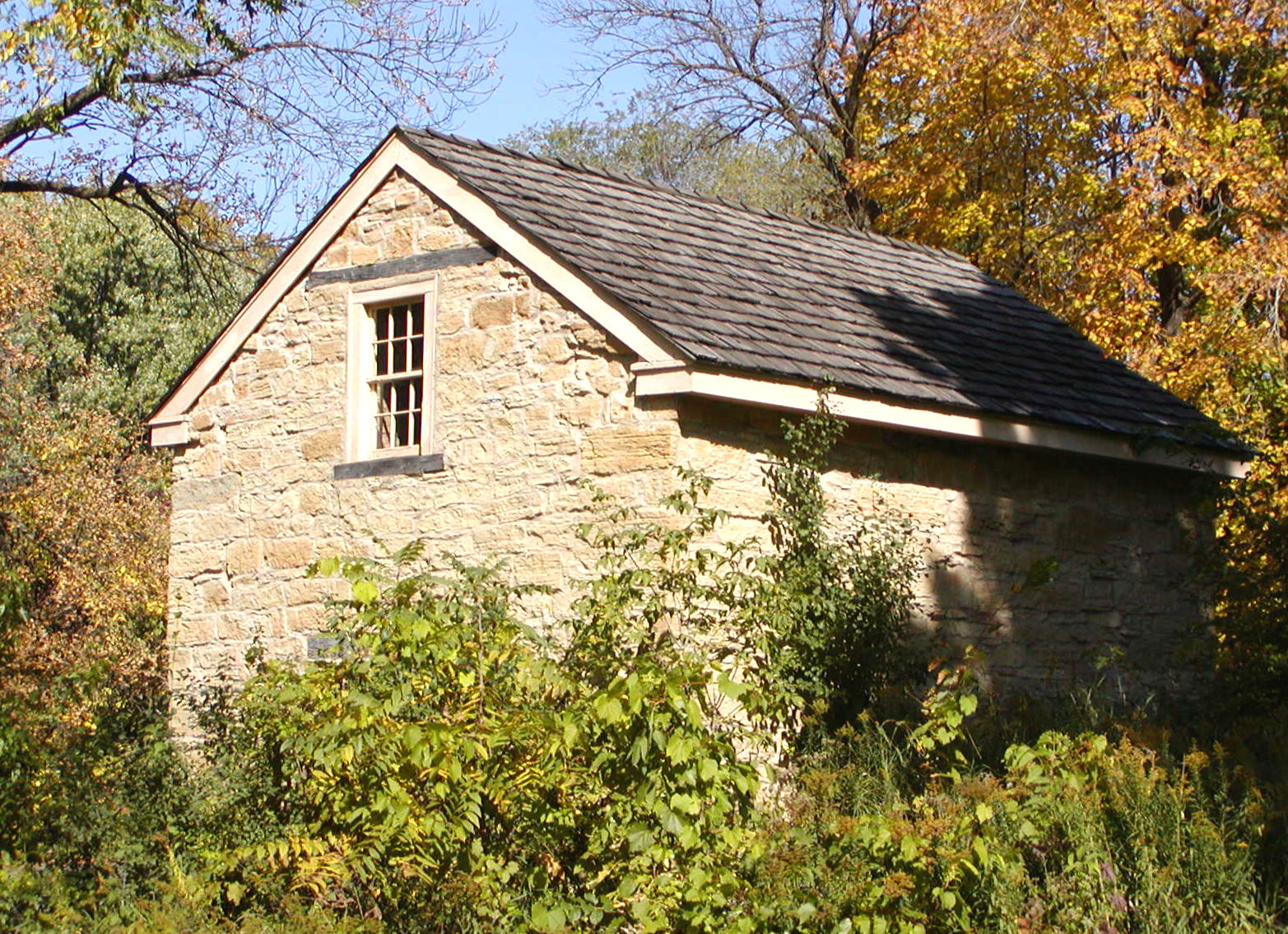
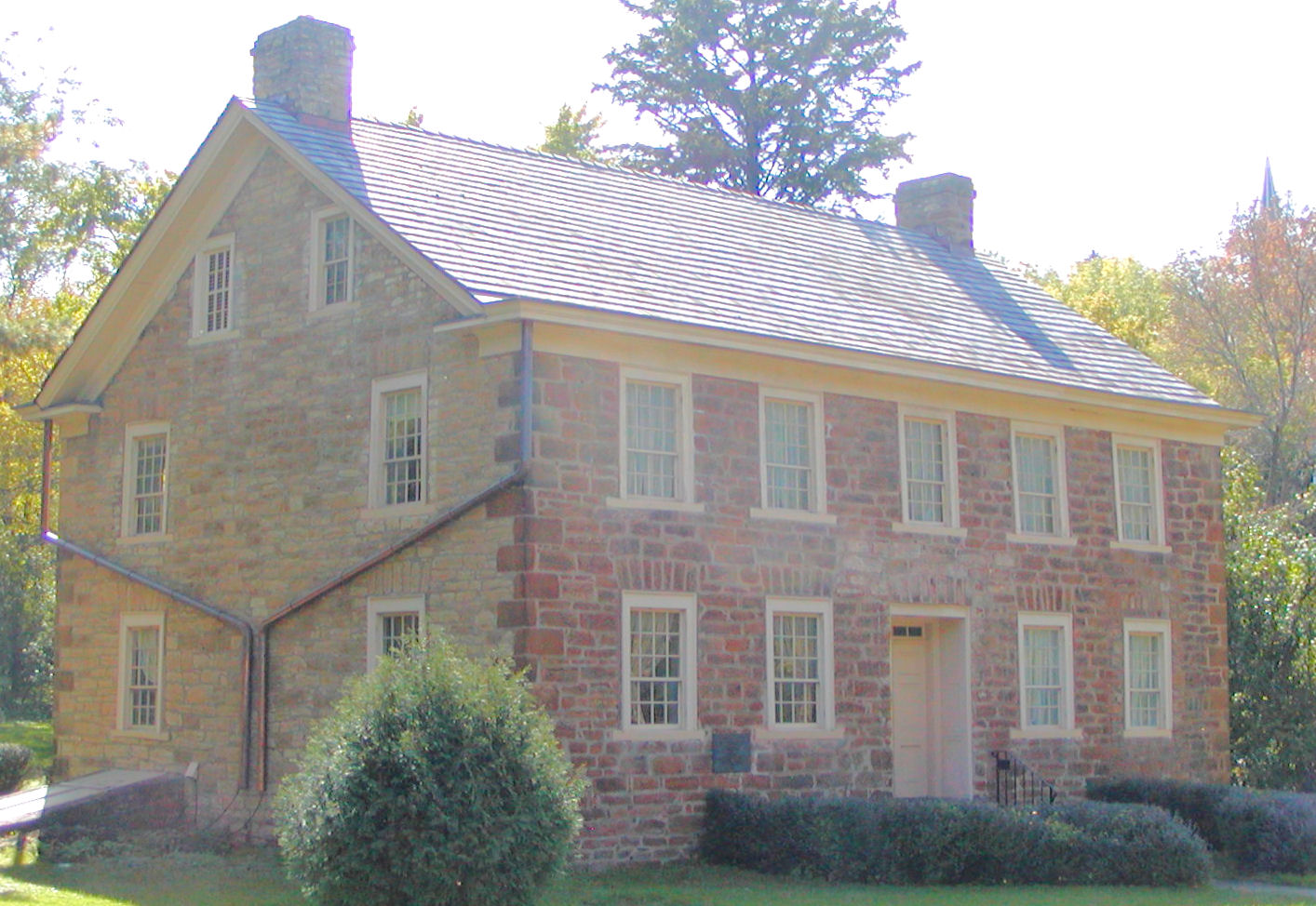